# Bělgorod
Bělgorod (rusky Бе́лгород) je město v evropské části Ruska, 30 km severně od ukrajinských hranic ve směru od Charkova. Je centrem Bělgorodské oblasti. Žije zde přibližně 334 tis. obyvatel (2023). První ruské město, které získalo titul „Město vojenské slávy“.

## Historie

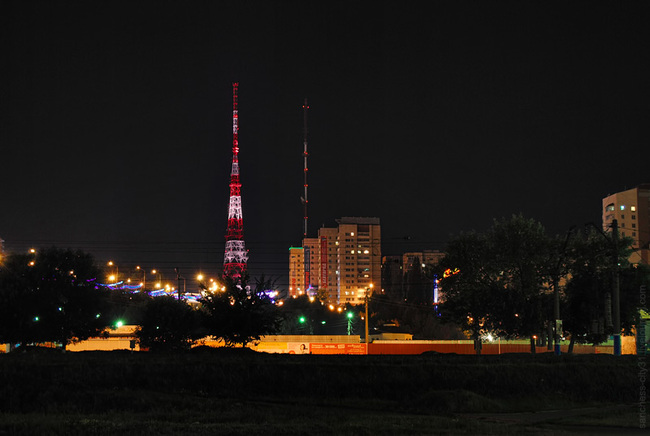
Теlеvizní věž v panoramatu města

### Před založením Bělgorodu
V oblasti se nacházelo sídlo slovanského kmene Severjanů, které bylo pravděpodobně na počátku 10. století zničeno kočovnými Pečeněhy. V roce 965 byly země v horním toku řeky Severský Doněc připojeny k Perejaslavskému knížectví.
První zmínka o městě Bělgorodu (Bílém městě) je z roku 1237; v této době ho srovnali se zemí Mongolové při svém vpádu na Rus. 

### Carské období
Roku 1596 car Fjodor I. nařídil znovu založit Bělgorod jako jednu z početných pevností na obranu jižních ruských hranic proti nájezdům krymských Tatarů.  
V roce 1612 byla Bělgorodská pevnost dobyta, vydrancována a vypálena vojskem Polsko-litevské unie. Pro zlepšení obrany a zásobování vodou rozhodla vláda v Moskvě o obnovení pevnosti na novém místě – na nízkém levém břehu Severského Doňce.  
V letech 1633 a 1634, během Smolenské války, byl Bělgorod dvakrát obléhán záporožskými kozáky pod vedením plukovníka Jakova Ostrjanina. V obou případech, ačkoliv jejich vojsko čítalo 5 až 7 tisíc mužů, byli po krvavých útocích a odvážných výpadech posádky donuceni ustoupit. Při druhém obléhání se jim však podařilo vypálit rozsáhlý srubový ostroh přiléhající k vnitřní pevnosti – dědincu.  
V roce 1646 bylo v souvislosti s výstavbou opevnění Bělgorodské obranné linie rozhodnuto o přenesení pevnosti na pravý břeh Seveského Doňce, poblíž řeky Vezěnice (také známé jako Vezelica či Vezelka). Toto nové sídlo se stalo centrální částí dnešního Belgorodu.  
Od roku 1658 byl Bělgorod hlavním městem Bělgorodské obranné linie. Ve stejném roce byl zformován Bělgorodský pluk, rozsáhlé stálé vojenské uskupení zahrnující všechny ozbrojené síly v oblasti Bělgorodské linie, které bylo podřízeno bělgordskému vojvodovi. Vytvoření tohoto pluku vedlo ke vzniku rozsáhlého vojensko-administrativního útvaru – Bělgorodského rozdělu (razrjadu), jenž existoval až do počátku 18. století. Po připojení Novoruského kraje k Rusku a vybudování Ukrajinské obranné linie v 18. století strategický význam Bělgorodu výrazně poklesl.  
Do roku 1917 zde sídlila stálá  vojenská posádka.  

### Sovětské období
Během druhé světové války, právě v Bělgorodské oblasti došlo k největší tankové bitvě v dějinách – bitvě u Kurska, která se konala ve skutečnosti u vesnice Prochorovka; při bitvě byl zničen barokní Svatotrojický katedrální kostel, pevnost a většina historické zástavby. Tuto krutou událost dodnes připomíná památník v podobě sloupu z černého mramoru a pamětní desky v dlažbě Katedrálního náměstí. Rekonstruován byl pouze polsko-litevský chrám. 
Během sovětských dob vznikly ve městě univerzity a vysoké školy, jako je například Bělgorodská zemědělská akademie nebo Bělgorodská státní univerzita, a Dramatické divadlo (1956).
Ve druhé polovině 50. let 20. století těžba křídy zničila zbytky první pevnosti Bělgorod, která stála na vysokém pobřežním mysu Severského Donce. Ve stejnou dobu byl zničen Bělgorodský Kreml.
Současnou dominantou města je železná konstrukce televizní věže.

### Ruská invaze na Ukrajinu
Dne 1. dubna 2022 během ruské invaze na Ukrajinu zaútočily dva ukrajinské útočné vrtulníky Mi-24 na sklad ropy nacházející se ve městě, ve městě vypukl požár ropného skladiště. Dne 3. července 2022 sestřelil ruský systém protivzdušné obrany několik ukrajinských raket. Jejich úlomky dopadly na obytnou čtvrť a v ulici Majakovského explodovaly. Výbuch zabil čtyři lidi a další byli zraněni. Celkově bylo poškozeno 70 domů, 13 z nich muselo být zbořeno.
V centru Bělgorodu vybuchla 20. dubna 2023 letecká puma, kterou na město shodil ruský stíhací bombardér Su-34. V důsledku výbuchu bylo poškozeno několik obytných budov a byly zraněny dvě ženy.
Po ukrajinském ostřelování Bělgorodu dne 30. prosince 2023 podle informací bělgorodského gubernátora Vjačeslava Gladkova zemřelo 24 obyvatel, 109 obyvatel bylo zraněno, 25 z nich těžce. Poškozeno bylo 37 bytových domů, stovky bytů, několik soukromých domů a řada automobilů.
Dne 15. února 2024 bylo v důsledku dalšího raketového útoku na město zabito 6 civilistů a 20 jich bylo zraněno. Ruské systémy protivzdušné obrany zničly 14 raket RM-70 Vampire MLRS. Gubernátor Gladkov informoval o škodách na 130 bytech v deseti budovách a poničení 34 aut.
V noci z 15. na 16. března byl Bělgorod ostřelován, podle ruských zdrojů českým raketometem RM-70 Vampire, zemřeli dva lidé a několik dalších bylo zraněno.
V březnu 2024 gubernátor Gladkov oznámil plán na evakuaci asi 9 tisíc dětí jak přímo z Bělgorodu, tak i z dalších vesnic Bělgorodské oblasti.
Dne 12. května 2024 došlo k explozi desetipatrového obytného domu, kdy zemřelo 17 obyvatel a dalších 30 lidí bylo zraněno. Rusové i Ukrajinci se navzájem obvinili z toho, kdo tento civilní objekt zasáhl. Při ukrajinském dronovém útoku na Bělgorod 14. června 2024 zahynulo 6 civilistů.

## Partnerská města
- Herne, Německo (1990)
- Jevpatorija, Ukrajina (2016)
- Luhansk, Ukrajina (2012)
- Niš, Srbsko (2014)
- Opolí, Polsko (2004)
- Orel, Rusko (2012)
- Pryluky, Ukrajina (2011)
- Sevastopol, Osmanská říše (2014)
- Vyšhorod, Ukrajina (2012)
- Zaozjorsk, Rusko (2016)

Bělgorod měl od roku 2003 jako partnerské město Wakefield. Toto partnerství bylo ze strany Wakefieldu v roce 2022 ukončeno v reakci na ruskou invazi na Ukrajinu.

## Vývoj městského znaku

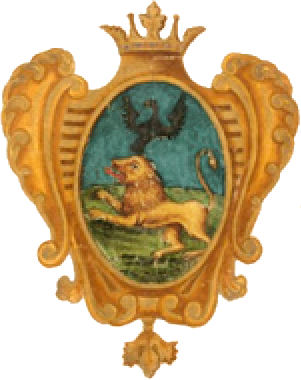
Znak 1730
Znak 1893
Znak 1970
Od roku 1994
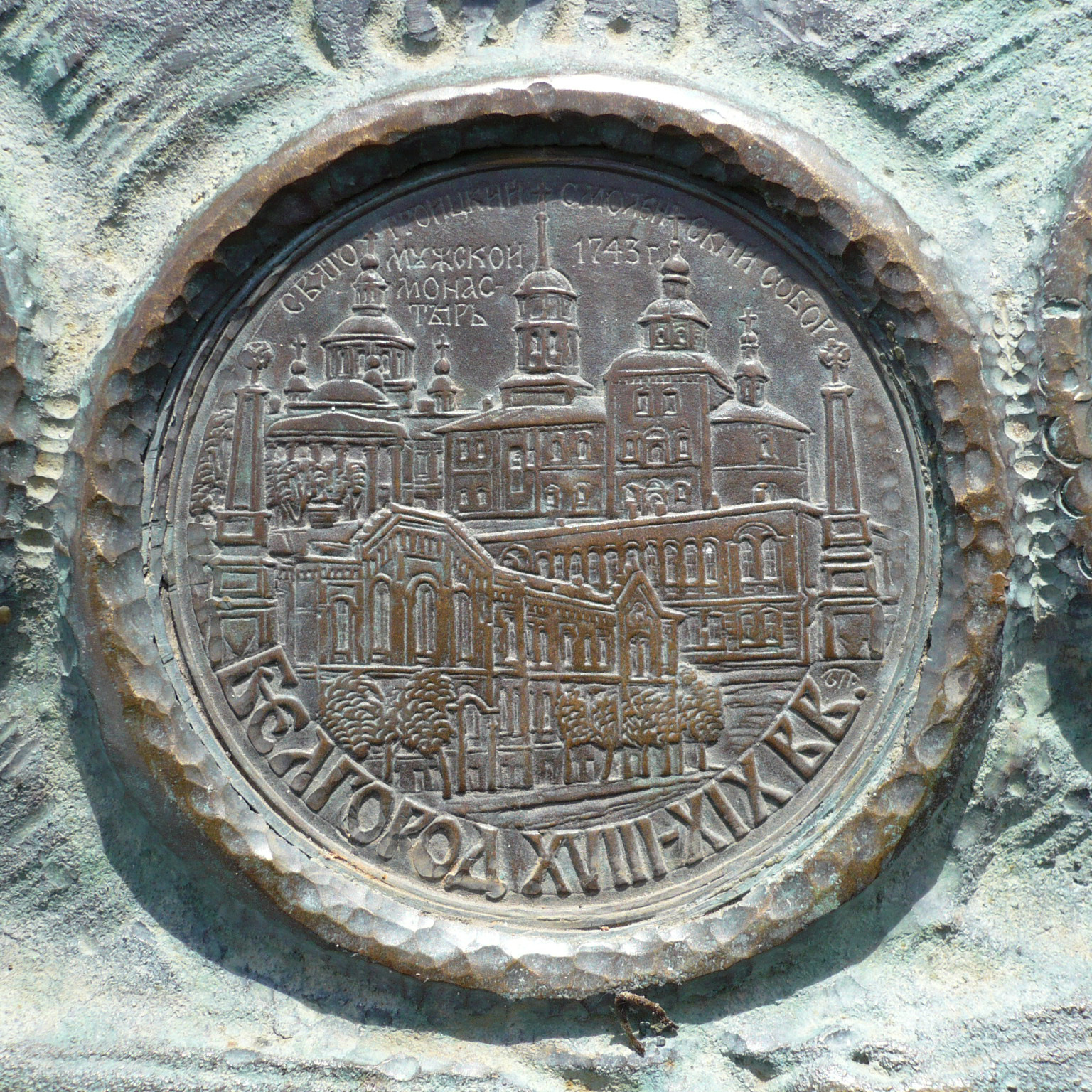
Pamětní deska zbořeného města
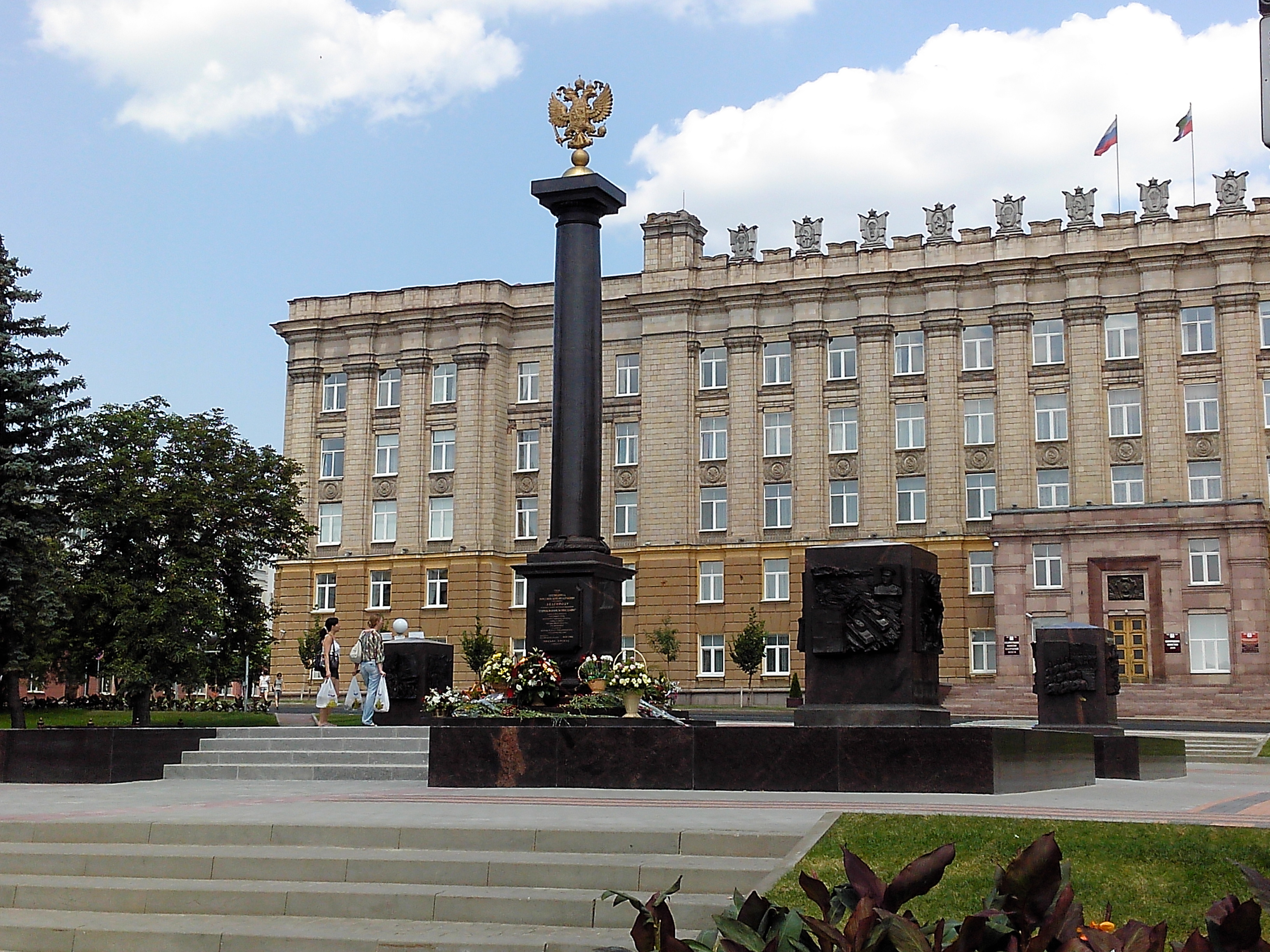
Sloup "Sláva hrdinům"